# Glande parathyroïde

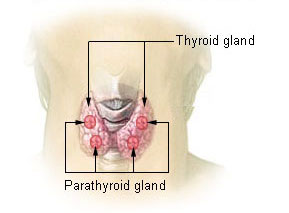
Localisation des glandes parathyroïdes.

Une glande parathyroïde, ou  parathyroïde, est une des petites glandes (2-3mm de diamètre et qui pèse de 30 à 40mg), généralement au nombre de quatre, parfois jusqu'à huit, situées dans le cou, en arrière et à proximité de la glande thyroïde, qui sécrètent la parathormone (PTH) favorisant la régulation des taux de calcium et de phosphore dans le sang. Soit un rôle primordial dans le métabolisme phosphocalcique.
Ce sont les  cellules principales. On trouve également des petites cellules ayant un rôle mal connu, les cellules oxyphiles, aussi appelées cellules de Welsh, qui sont riches en mitochondries (leur très grand nombre dans l'adénome parathyroïdien suggère qu'elles ont un rôle dans la production de parathormone ou dans la régulation de sa sécrétion), et des adipocytes (ces derniers apparaissent à l'adolescence et se développent jusqu'à l'âge de 40 ans).

## Hyperparathyroïdie
- Une hyperparathyroïdie peut être primaire ou secondaire.
  - Approximativement 80 % des formes primaires sont dues à des adénomes d'une parathyroïde,
  - 10-15 % sont liées à des hyperplasies de plus d'une glande, le plus souvent les 4.
  - Les cancers des parathyroïdes représentent un pourcentage de 3-4 %.

- L'hyperparathyroïdie secondaire correspond à un besoin d'hyperproduction compensatrice d'hormone parathyroïdienne, dans le cadre de pathologies affectant le métabolisme calcique et conduisant à une hypocalcémie : le plus souvent une insuffisance rénale, plus rarement une ostéomalacie, une malabsorption ou des tubulopathies rénales.

Dans quelques cas d'hyperparathyroïdie secondaire, les glandes développent une fonction autonome : hyperparathyroïdie tertiaire. 
- L'imagerie aux radionucléides est très utile dans le bilan d'un hyperparathyroïdisme.
- L'exérèse chirurgicale du tissu parathyroïdien est le seul traitement efficace des hyperparathyroïdies symptomatiques.

## Hypoparathyroïdie
Une hypoparathyroïdie est un fonctionnement insuffisant des glandes parathyroïdes dans l'organisme. Il existe différentes formes d'hypoparathyroïdie.